# صابر عبد العزيز الدوري
صابر عبد العزيز حسين الطائي الدوري (مواليد 1 يوليو 1949 في الدور) جنرال عسكري عراقي سابق ، وقائد سابق لمديرية الإستخبارات العسكرية العامة (العراقية). ومحافظ سابق لمدينتي بغداد وكربلاء.

## أُصوله
ترجع أصوله إلى مدينة الدور، من عشيرة البو حيدر احدى عشائر قبيلة طيء في محافظة صلاح الدين في العراق. و هو الأخ الأصغر لخضر عبد العزيز الدوري الذي استلم أهم المناصب السياسية.

## حياته العسكرية
تخرج من الكلية العسكرية العراقية الأولى، الدورة " 45 " في آذار عام 1967، وتخرج من كلية الاركان الدورة " 42 ".
و تدرج في المؤسسة العسكرية العراقية و شغل مناصب عدة منها :-
- آمر كتيبة دبابات 14 رمضان .
- آمر اللواء المدرع العاشر .
- قائد للفرقة المدرعة السابعة عشر .
- عين مديراً للحركات العسكرية في وزارة الدفاع العراقية .
- عضو في القيادة العامة للقوات المسلحة في تموز 1985 م .
- عين مديراً للاستخبارات العسكرية العامة في نيسان 1986 م.

وصل إلى رتبة فريق ركن عام 1989 م .
إستلم مناصب حساسة في فترة حكم الرئيس صدام حسين،
فقد كان مديراً للإستخبارات العسكرية العراقية،
وكذلك مديراً للمخابرات العراقية.
ومحافظاً لـمحافظة كربلاء .
و أخيراً محافظ للعاصمة العراقية بغداد.

## صابر وكربلاء
يقول أهالي مدينة كربلاء عنه أنه أحسن من إستلم زمام أمور المحافظة منذ تاسيس الدولة العراقية وحتى الاحتلال وكذلك لا يزال أهالي كربلاء يترحمون على ايامه حتى بعد أن استلم زمام امورهم من هم من كربلاء.. اعتقل بعد الغزو وأحيل إلى المحاكمة، وتمت محاكمته بالسجن المؤبد لأشتراكه بأحداث حلبجة رغم إنكاره للتهم الموجه ضده
قدم العديد من اهالي كربلاء وشيوخ العشائر في العراق برقيات وتشفعات للمحكمة الجنائية العراقية التي شكلت من قبل بريمر للعفو عن الدوري وإطلاق سراحة وقد كتب العديد من المثقفين والكتاب مقالات تشيد بدوره في بناء كربلاء ورفع الحيف عن المواطنين عندما كان محافظا لكربلاء.